# Марцинкув (Свентокшиське воєводство)
Марцинкув (пол. Marcinków) — село в Польщі, у гміні Вонхоцьк Стараховицького повіту Свентокшиського воєводства.
Населення — 646 осіб (2011).
У 1975-1998 роках село належало до Келецького воєводства.

## Демографія
Демографічна структура на день 31 березня 2011 року:
|          | Загалом | Допрацездатний вік | Працездатний вік | Постпрацездатний вік |
| -------- | ------- | ------------------ | ---------------- | -------------------- |
| Чоловіки | 317     | 56                 | 217              | 44                   |
| Жінки    | 329     | 46                 | 194              | 89                   |
| Разом    | 646     | 102                | 411              | 133                  |